# Pelecanus crispus

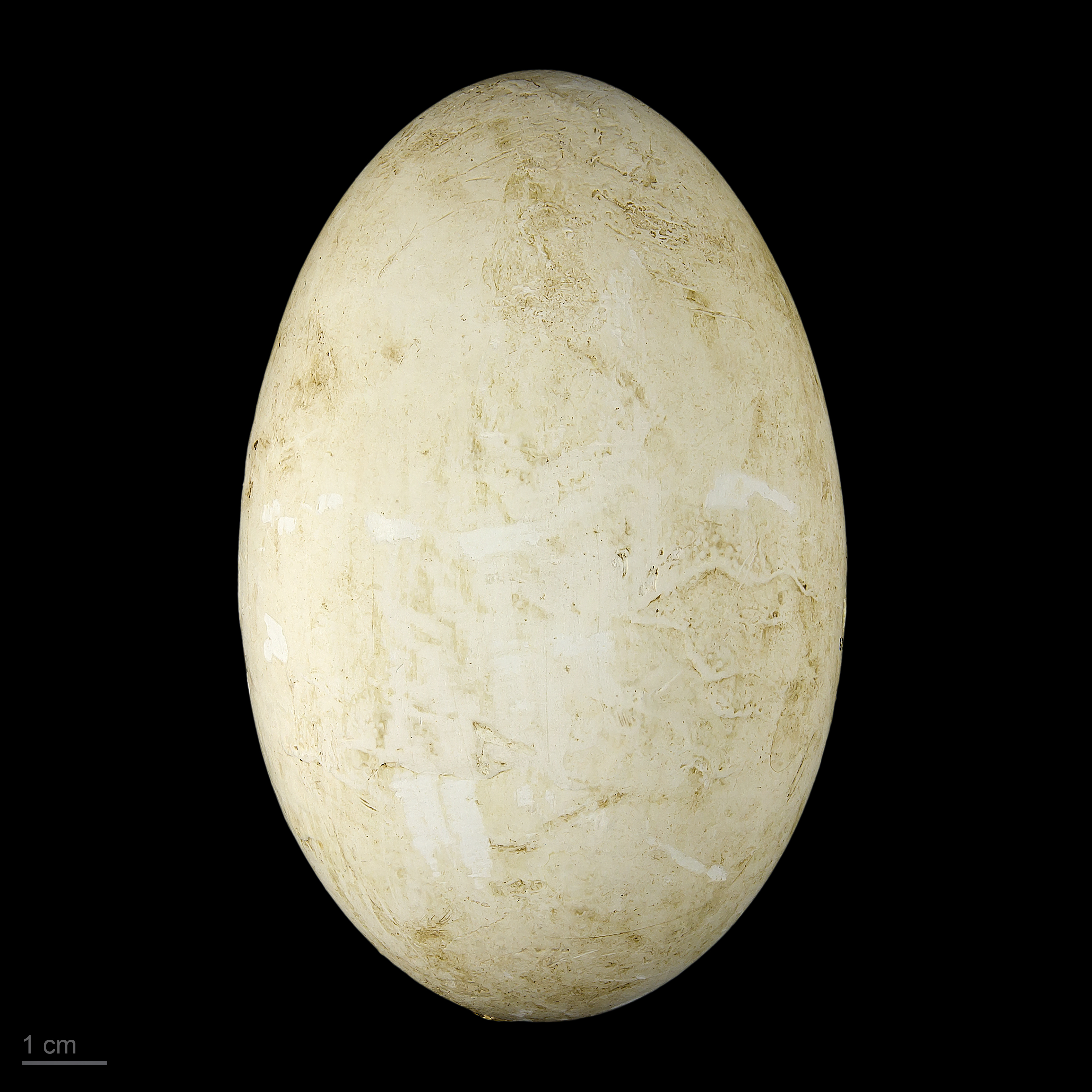
uovo di Pelecanus crispus

Il pellicano crespo (Pelecanus crispus Bruch, 1832), detto anche pellicano riccio o pellicano dalmatico, è un grande uccello appartenente alla famiglia dei pellicani.

## Descrizione
È il più grande tra tutti i pellicani, con dimensioni leggermente superiori al comune pellicano bianco. Può raggiungere una lunghezza di 170–190 cm, un peso di 11–15 kg ed una apertura alare di circa 3 metri, il che lo rende uno dei più grandi e pesanti uccelli volatori.
Si differenzia dal pellicano bianco per le penne nucali increspate, le zampe grigie e la colorazione grigio-biancastra del piumaggio. La mandibola inferiore assume un colore rossastro nella stagione riproduttiva. I piccoli sono grigi e si differenziano da quelli del pellicano bianco per l'assenza della chiazza facciale rosata e la colorazione più scura.
Il pellicano crespo compie migrazioni su brevi distanze. È un volatore elegante e gli spostamenti avvengono spesso in stormi che si muovono in sincronia tra loro. Durante il volo il collo è tenuto all'indietro come quello degli aironi.

## Biologia
Il suo nido è costituito da un semplice mucchio di vegetazione.

## Distribuzione e habitat
È diffuso dall'Europa sud-orientale (prevalentemente fra Montenegro, Albania, Macedonia e Grecia) fino all'India e alla Cina e vive nelle zone paludose, negli acquitrini o nei laghetti con acque poco profonde.

## Stato di conservazione
Il pellicano crespo è uno degli uccelli che rientra nell'ambito dell'Accordo sulla conservazione degli uccelli acquatici migratori dell'Africa-Eurasia, (AEWA).
Il pellicano crespo è valutato come prossimo alla minaccia nella lista rossa della IUCN, riguardante le specie minacciate, perché la popolazione della specie è fortemente diminuita in seguito alla progressiva scomparsa del suo habitat naturale.